# Anolis coelestinus
Anolis coelestinus är en ödleart som beskrevs av  Cope 1862. Anolis coelestinus ingår i släktet anolisar, och familjen Polychrotidae.

## Underarter
Arten delas in i följande underarter:
- A. c. coelestinus
- A. c. demissus
- A. c. pecuarius